# The LINQ

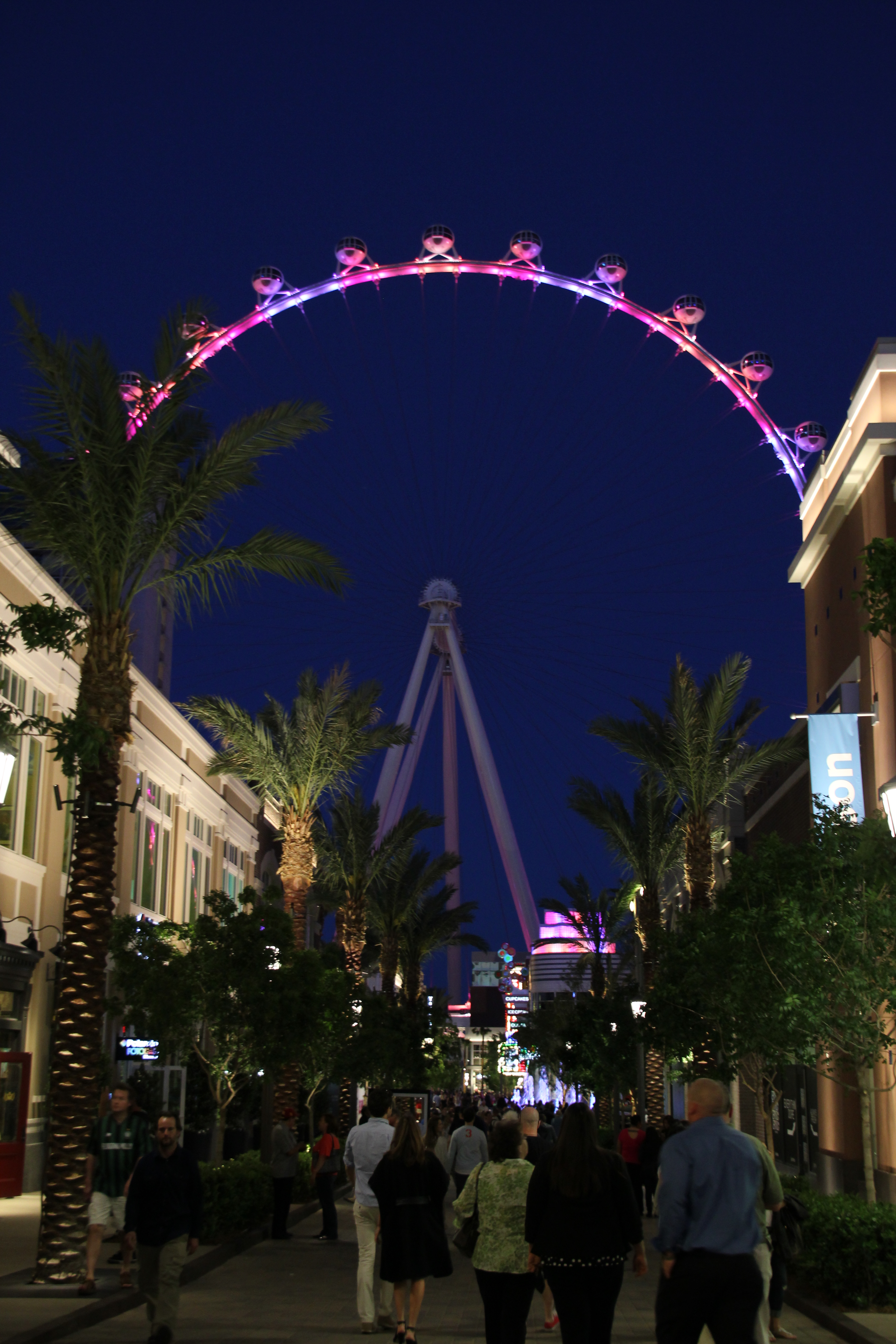
Blick von The LINQ auf das Riesenrad High Roller

The LINQ ist eine 2014 eröffnete Vergnügungsmeile in Paradise, die von Caesars Entertainment errichtet wurde. Sie befindet sich direkt am Las Vegas Strip gegenüber vom Caesars Palace zwischen dem gleichnamigen Hotel The LINQ Resort and Casino und dem Flamingo Hotel. Auf der neuen Freiluftpromenade befinden sich zahlreiche Geschäftslokale und Gastronomiebetriebe. Hauptattraktion dieses neuen Areals ist der High Roller, ein 167 Meter hohes Riesenrad, welches von seiner Eröffnung am 1. April 2014 bis zur Fertigstellung des Ain Dubai am 21. Oktober 2021 das größte Riesenrad der Welt war.
Am 5. November 2014 bekam die Sängerin Britney Spears auf der Promenade eine Urkunde und den Schlüssel zum Las Vegas Strip überreicht – wegen ihrer Verdienste um die Metropole in der Wüste Nevadas. Zudem bekam sie in Las Vegas ganz offiziell ihren eigenen Feiertag.